# Achryson chacoense
Achryson chacoense är en skalbaggsart som beskrevs av Di Iorio 2003. Achryson chacoense ingår i släktet Achryson och familjen långhorningar. Inga underarter finns listade i Catalogue of Life.